# Ichtyologie

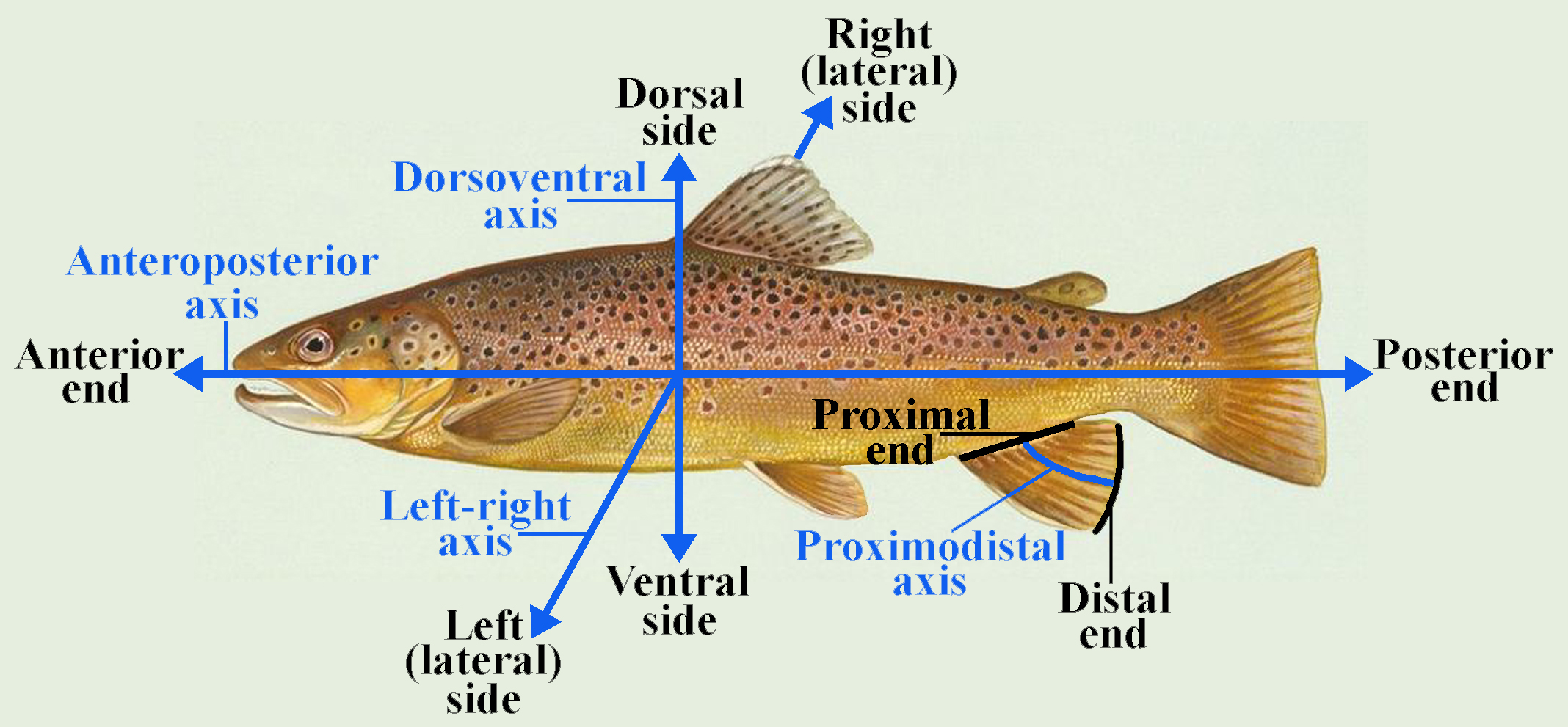
schéma s jednotlivými částmi a osami ryby

Ichtyologie (z řeckého: ἰχθύς, ichthys, ryba; a λόγος, logos, znalost) je obor zoologie, který se zabývá studiem rybovitých obratlovců. To zahrnuje pravé kostnaté ryby (Osteichtyes), paryby (Chondrichtyes) a kruhoústé (Cyclostomata). Celkový počet druhů, které ichtyologie zahrnuje, se odhaduje na 25 000, což je naprostá většina všech obratlovců. Každý rok je přitom popsáno přibližně 250 nových druhů.
Obor ichtyologie úzce souvisí s mořskou biologií a limnologií.